# Симърон (окръг, Оклахома)
Окръг Симърон (на английски: Cimarron County) е окръг в щата Оклахома, Съединени американски щати. Площта му е 4768 km², а населението – 3148 души (2000). Административен център е град Бойзи Сити.